# Svartögd glasögonfågel
Svartögd glasögonfågel (Zosterops emiliae) är en fågel i familjen glasögonfåglar inom ordningen tättingar.

## Utseende och läte
Svartögd glasögonfågel är en mörkt olivgrön tätting med rödfärgad slank näbb och röda ben. Olikt många andra glasögonfåglar är den svart, ej vit kring ögat. Sången består av behagliga flöjtande visslingar. Bland lätena hörs olika kvittrande ljud.

## Utbredning och systematik
Svartögd glasögonfågel förekommer enbart på norra Borneo och delas in i fyra underarter med följande utbredning:
- emiliae – bergen Kinabalu och Tambuyukon
- trinitae – berget Trus Madi
- fusciceps – bergsområden i nordöstra Sarawak
- moultoni – bergsområdet i centrala och västra Sarawak

### Släktestillhörighet
Svartögd glasögonfågel placeras traditionellt i släktet Chlorocharis. DNA-studier visar dock att den är trots sitt avvikande utseende är en del av Zosterops.

## Levnadssätt
Svartögd glasögonfågel hittas i bergstrakter där den ofta är bland de vanligaste arterna. Den påträffas i mossiga skogar men även i fickor med sparsam växtlighet ovan trädgränsen. Fågeln födosöker i alla skikt, ofta i par eller små flockar. 

## Status och hot
Arten har ett stort utbredningsområde, men tros minska i antal, dock inte tillräckligt kraftigt för att den ska betraktas som hotad. Internationella naturvårdsunionen IUCN listar arten som livskraftig (LC).

## Namn
Richard Bowdler Sharpe gav den det vetenskapliga namnet elimiae, men anger inte i beskrivningen vem det syftar på. Möjligen kan det röra sig om en släkting till John Whitehead, upptäcktsresande och samlare av specimen, eller Sharpes fru Emily Sharpe.